# Finlandia na Mistrzostwach Świata w Lekkoatletyce 2017
Finlandia na Mistrzostwach Świata w Lekkoatletyce 2017 – reprezentacja Finlandii podczas mistrzostw świata w Londynie liczyła 12 zawodników, którzy nie zdobyli żadnego medalu.

## Skład reprezentacji
Mężczyźni
| Zawodnik        | Konkurencja   | Finał    | Finał   |
| Zawodnik        | Konkurencja   | Rezultat | Pozycja |
| --------------- | ------------- | -------- | ------- |
| Jarkko Kinnunen | chód na 50 km | 3:55:44  | 23.     |
| Aleksi Ojala    | chód na 50 km | 3:47:20  | 14.     |
| Aku Partanen    | chód na 50 km | DSQ      | DSQ     |

| Zawodnik        | Konkurencja    | Kwalifikacje | Kwalifikacje | Finał    | Finał   |
| Zawodnik        | Konkurencja    | Rezultat     | Pozycja      | Rezultat | Pozycja |
| --------------- | -------------- | ------------ | ------------ | -------- | ------- |
| Simo Lipsanen   | trójskok       | 16,54        | 17.          | —        | —       |
| Arttu Pajulahti | skok w dal     | 7,49         | 29.          | —        | —       |
| Tero Pitkämäki  | rzut oszczepem | 85,97 Q      | 4.           | 86,94    | 5.      |
| David Söderberg | rzut młotem    | 73,76        | 15.          | —        | —       |

Kobiety
| Zawodniczka          | Konkurencja                   | Eliminacje | Eliminacje | Finał    | Finał   |
| Zawodniczka          | Konkurencja                   | Rezultat   | Pozycja    | Rezultat | Pozycja |
| -------------------- | ----------------------------- | ---------- | ---------- | -------- | ------- |
| Anne-Mari Hyryläinen | maraton                       | —          | —          | 2:35:33  | 25.     |
| Camilla Richardsson  | bieg na 3000 m z przeszkodami | 10:07,04   | 36.        | NQ       | NQ      |

| Zawodniczka      | Konkurencja   | Kwalifikacje | Kwalifikacje | Finał    | Finał   |
| Zawodniczka      | Konkurencja   | Rezultat     | Pozycja      | Rezultat | Pozycja |
| ---------------- | ------------- | ------------ | ------------ | -------- | ------- |
| Kristiina Mäkelä | trójskok      | 13,92        | 16.          | NQ       | NQ      |
| Minna Nikkanen   | skok o tyczce | 4,20         | 20.          | NQ       | NQ      |
| Linda Sandblom   | skok wzwyż    | 1,80         | 29.          | NQ       | NQ      |